# 조유영
조유영(趙宥映), 1991년 1월 3일 ~ )은 대한민국의 아나운서였다.

## 학력
- 이화여자대학교 방송영상학과

## 연기 활동

### 영화
- 2015년 《검은손》 ... 리포터 역